# حي الرابية (عمان)

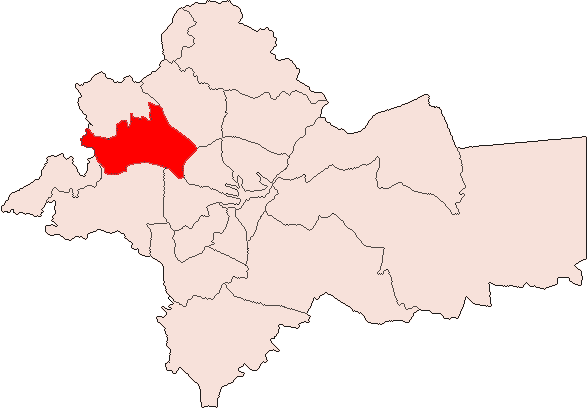
منطقة تلاع العلي في عمان

أحد الأحياء الموجودة في مدينة عمان عاصمة الأردن. يوجد الحي في منطقة عمان الغربية، اسم حي الرابية هو اسم متعارف عليه في الأردن بين سكان عمان. رسميا أي ضمن تقسيمات أمانة عمان حي الرابية جزء من منطقة تلاع العلي الشرقي إلا أن هذا الاسم لا يستخدم بين أفراد المجتمع الأردني.

## التسمية
تسمى منطقة الرابية بهذا الاسم لأنها منطقة مرتفعة في عمان وتقع على تلة مطلة على جميع أجزاء عمان حيث تربو لتصل أعلاها إلى ارتفاع 1,015 مترا فوق سطح البحر، فهي مشتقة من الربوة والرابية في العربية الفصحى هي المنطقة المرتفعة المطلة.

## الموقع
تقع الرابية في قلب عمان الغربية فيحدها غربا حي تلاع العلي وجنوبا حي أم أذينة وشرقا حي الشميساني وشمالا ومنطقة الجاردنز. تقع في منطقة شبه مربعة وهي المنطقة بين شارع وصفي التل وشارع مكة توازيا متقاطعة مع شارع الشريف ناصر بن جميل وشارع المدينة المنورة. كما هو موضح في الرسم تحت اسم تلاع العلي الشرقي وحي السلام.

## التوسع العمراني
برز حي الرابية في بداية عام 1990 كأحد الأحياء الراقية في عمان وشهد توسعا عمرانيا هائلا بسبب رجوع آلاف الأردنين من الخليج العربي وخاصة الكويت بسبب حرب الخليج الأولى وبدأ عدد كبير من الميسورين ببناء الفلل والبيوت الحجرية الجميلة.

## الرابية اليوم
تمتاز الرابية بوجود المقاهي الشعبية الشبابية وأقدم هذه المقاهي أو الكوفي شوب ظهر في منطقة الرابية ومنها مقهى المواردي ومقهى زقاق المدق و الحرافيش وغيره من المحلات التجارية القديمة ومنها محل كول كون للأجهزة الخليوية والعفيف للبصريات وغبره من المطاعم مثل الكلحة والخال. اليوم تمتاز الرابية بالكم الهائل من محالات الكوفي شوب في المنطقة التجارية فيها وتكثر المطاعم السياحية أيضا. المنطقة السكنية لا تزال تعتبر من المناطق الراقية في عمان الغربية ومن أبرز شوارعها شارع تبريز الواقع خلف الكافيه دونيه.
تقع في منطقة الرابية السفارة الصينية والجامعة العربية المفتوحة ويسكن فيها عدد كبير من كبار تجار ومسؤولين الدولة الأردنية. كذلك توجد في الرابية السفارة الإسرائيلية والموجودة هناك منذ إعلان اتفاق السلام بين الأردن وإسرائيل عام 1994.